# Невес, Лауристон
Лауристон Невес (порт.-браз. Lauriston Neves; 20 января 1913, Сан-Паулу — 18 июня 1940, Пати-ду-Алферис, Рио-де-Жанейро), более известный как Паулиста (порт.-браз. Paulista) — бразильский футболист, нападающий.

## Карьера
Паулиста начал карьеру в 1930 году в клубе «Палмейрас» из Белу-Оризонти. 24 августа он забил первый мяч за клуб, поразив ворота «Калафате» (2:3). Через год футболист стал игроком местного «Флуминенсе». 17 мая он забил свой первый гол за клуб в чемпионате штата Минас-Жерайс, отличившись в матче с «Сете де Сетембру» (6:2). В 1932 году Паулиста перешёл в «Палестру Италию». 4 сентября форвард забил два гола в матче с «Гремио Калафате» (4:1). Следующий сезон Паулиста вновь начал в новой команде — «Америке Минейро». 2 июля он забил за клуб, поразив ворота «Ретиро» (2:3) в розыгрыше чемпионата штата. А всего в турнире нападающий забил 13 голов, став лучшим бомбардиром соревнования. По другим данным Паулиста занял второе место в списке лучших снайперов турнира, а первое место занял форвард Лаже из клуба «Тупи» с 14 голами.
В 1934 году Паулиста перешёл в клуб «Атлетико Минейро». 25 марта он дебютировал в составе команды в матче с «Фламенго» (3:1), где забил один из голов. 20 мая он забил в официальной встрече за клуб, поразив ворота «Сидеруржики» (3:0). Годом позже он забил в чемпионате 6 голов, став, вместе с Гуарой лучшим бомбардиром команды. В следующем сезоне Паулиста впервые отпраздновал победу в чемпионате штата. В следующем году клуб участвовал в турнире чемпионов Бразилии. «Атлетико» одержал победу в соревновании. Сам Паулиста стал, по одним данным, лучшим бомбардиром турнира с 8 голами, по другим данным он забил 6 голов, уступив Руссо. В двух следующих сезонах «Атлетико» побеждал в чемпионате Минас-Жерайс. В розыгрыше 1938 года он стал вторым бомбардиром турнира с 7 голами. В 1940 году форвард покинул команду. Всего за годы в «Атлетико» Паулиста забил 87 голов в 163 матчах. Завершил карьеру футболист в клубе «Бонсусессо».

## Достижения

### Командные
- Чемпион штата Минас-Жерайс: 1936, 1938, 1939
- Победитель турнира чемпионов Бразилии: 1937

### Личные
- Лучший бомбардир чемпионата штата Минас-Жерайс: 1933 (13 голов)
- Лучший бомбардир турнира чемпионов Бразилии: 1937 (8 голов)